# Probaryconus khajjiarus
Probaryconus khajjiarus är en stekelart som först beskrevs av Mani 1975.  Probaryconus khajjiarus ingår i släktet Probaryconus och familjen Scelionidae. Inga underarter finns listade i Catalogue of Life.